# Karl Gentner
Karl Friedrich Gentner (Frankenthal, aleshores Palatinat del Rin de Baviera, 23 de maig, 1876 - Berlín, 13 de setembre, 1922), va ser un cantant d'òpera (tenor) alemany.

## Biografia
Karl Friedrich Gentner va néixer com a fill del mecànic Karl Gentner (1845–1900) i de la seva dona Luise, de soltera Messinger (1851–1930) a Frankenthal. El pare tenia, entre mans, entre altres coses, una patent tècnica per a l'ancoratge a terra, senzill però eficient de pilones elèctrics. Per això el 1899, es va registrar als EUA.
Karl Friedrich Gentner es va convertir en un cantant d'òpera conegut sota el nom de Karl Gentner. El 1905 es va casar amb la soprano Else Fischer (1883–1943), que més tard es va convertir en una de les sopranos dramàtiques més importants d'Alemanya com Else Gentner-Fischer.
El 1906, el director de Frankfurt Emil Claar va convocar la parella a l'Òpera de Frankfurt. Mentre la seva dona va romandre emprada allà durant tota la seva vida, Karl Gentner es va traslladar a la "Deutsche Oper Berlin-Charlottenburg" el 1914, on va estar emprat fins a la seva mort.
Després de la seva mort a Berlín, el cos del cantant va ser portat a la seva ciutat natal i allí va ser enterrat a la tomba familiar. La tomba encara existia el (2012) al cementiri principal de Frankenthal. La seva dona es va casar més tard amb el baríton Benno Ziegler.
A l'estrena de l'òpera Der ferne Klang de Franz Schreker a Frankfurt el 1912, Karl Gentner va interpretar i cantar el paper principal de Fritz. El compositor austríac Alexander von Zemlinsky va descriure Gentner com "un gran talent".
La veu de Karl Gentner està documentada en tres enregistraments molt rars de cançons a G&T (Frankfurt a. M. 1906).